# Hôtel Mynier
L’hôtel Mynier ou hôtel Minier (anciennement hôtel de Francheville) est un hôtel particulier situé à Vannes, dans le département du Morbihan. Il fait l'angle de la place des Lices et de la place du Poids-Public.

## Histoire
Construit en tuffeau et en granit dans la deuxième moitié du XVIIe siècle, ce bâtiment doit son nom à Julien Mynier, un marchand du XVIIe siècle. Il date de l'époque où le parlement de Bretagne était exilé à Vannes, entre 1675 et 1689 et est implanté à l'emplacement d'un bâtiment plus ancien, probablement à pan de bois, dont subsistent quelques éléments (poutraison du plancher supérieur au rez-de-chaussée, mur gouttereau avec une baie à arc ogival au rez-de-chaussée et une cheminée au 1er étage, etc.).
Il fait l’objet d’une inscription au titre des monuments historiques depuis le 25 janvier 1929 pour son échauguette et sa toiture. Cette protection fait suite à des travaux amorcés par le propriétaire de l'époque pour consolider la bâtisse. Par arrêté du 27 juillet 2016, ses façades et toitures ainsi que sa cage d'escalier font également l'objet d’une inscription au titre des monuments historiques.
Il était précédemment considéré comme ayant été construit pour la famille de Francheville, qui lui a donné son nom durant de nombreuses années.

## Travaux de consolidation
La fragilisation de l'immeuble, due à l'instabilité du sol, à la présence de l'échauguette, au vieillissement et à l'aménagement de commerces au rez-de-chaussée, a été constatée dès les années 1920. Une dalle de béton est coulée pour solidifier l'échauguette dans les années 1950 et un enduit est posé sur la façade. Un arrêté de péril est pris en 2001, lorsque cet enduit a commencé à se détacher en entraînant des pierres.
En 2013, après une dizaine d'années pendant lesquelles l'édifice a été doté d'un pare-gravats et d'un échafaudage, des travaux de consolidation des fondations et de ravalement de la façade ont été entrepris.